# フランツェ・プレシェーレン

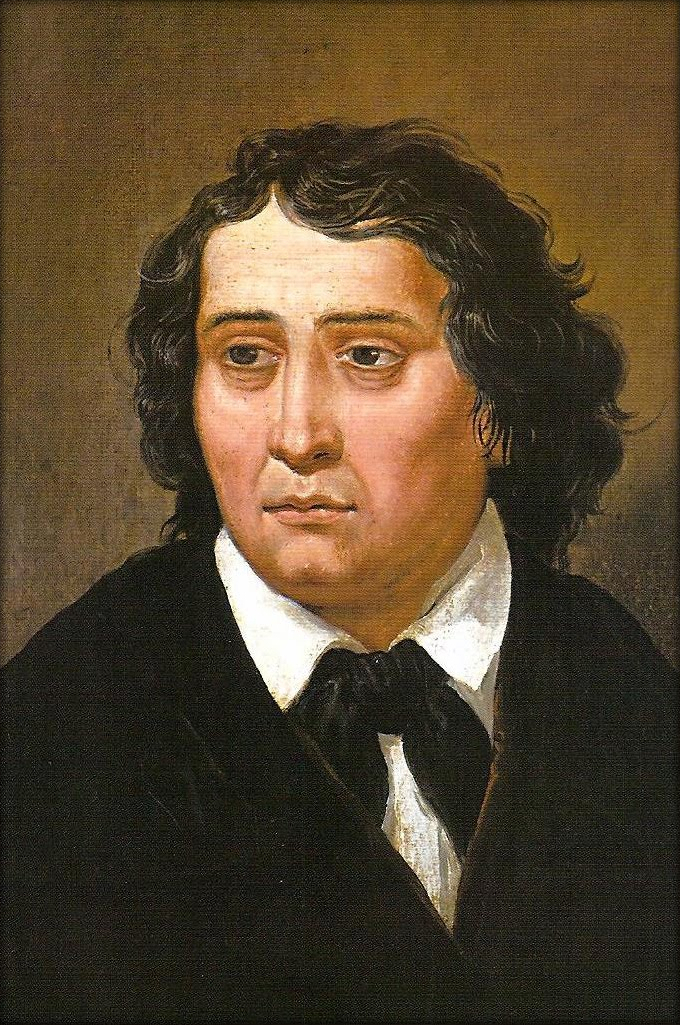
フランツェ・プレシェ―レン

フランツェ・プレシェーレン（France Prešeren, 1800年12月3日 - 1849年2月8日）は19世紀前半、ハプスブルク君主国統治期のスロベニアを代表する詩人。「スロベニアのプーシキン」とも称される。
今日、プレシェーレンはスロベニア人およびスロベニア語による文学の代表的な作家のひとりと見なされている。また、ヨーロッパ文学総体の基準からみても同様に評価されている。彼は、当時ヨーロッパ中に広まったロマン主義を体現しており、その最良の作家の一人であった。彼の作品は熱烈な心からの訴えであり激しく情緒的、かつ、単なる感傷に留まらないものである。

## 生涯
プレシェーレンは1800年に、ハプスブルク君主国内のオーストリア帝国に属するカルニオラ（カルニオラ公国）のヴルバ村（en）（現スロベニア）で生まれた。幼少期はグロスプリェ（Grosuplje）およびリブニッツァ（Ribnica）のカトリック教会が運営する初等学校で過ごした。1812年に中心都市リュブリャナへと移って、当地のギムナジウムに通った。母親は彼を聖職者にしたがったがプレシェーレンはそれに従わず、1821年からウィーン大学で哲学と法律学を学んだ。その後1828年に法学の博士号を取得し、リュブリャナの法律事務所で弁護士助手の職を得る。彼は法律家として独立することを目指したが、その目標は叶わなかった。
プレシェーレンは仕事の合間に詩を書いた。最も有名な作品『Sonetni Venec 』（ソネットの花輪）は、片思いの恋の相手であるユリヤ・プリミッツ（Julija Primic）と、親友の詩人マティヤ・チョプ（Matija Čop）の死に触発されたものであった。同作に収められた詩は、ほろ苦い情熱のあふれるものであった。『Sonetni Venec 』の形式は興味深いものである。一つのソネットの最後の行は次のソネットの始まりとなっている。全14のソネットは情緒的で叙情性をもった「花輪」を作り上げ、一つがかけてもそのソネットは成り立たない。また、14のソネットの最初の行は別のソネットを形成する。そしてこれらの行の最初の文字は「Primicovi Julji」（ユリヤ・プリミッツへ）という単語を作り上げる。
1836年頃、プレシェーレンはユリヤへの愛が成就しないことを悟る。その後アナ・イェロウシェク（Ana Jelovšek|Ana Jelovšek）と同棲し、2人の間には子どもが3人生まれたが、臨終の際にユリヤを忘れることができなかったと認めている。
プレシェーレンが1844年11月に詠んだ「Zdravljica」（祝杯）第7連は、1991年にユーゴスラヴィアから独立したスロベニア共和国の国歌となった。彼の作品は様々な言語に翻訳されている。彼はまた、多くの作品をドイツ語で執筆した。その詩が初めて新聞紙上に公表されたとき、スロベニア語版とドイツ語版の両方で印刷された。それは彼の詩的才能を証明するものであった。
その後1849年2月8日、プレシェーレンはスロベニアのクラーニで死去した。2月8日はプレシェーレンの日とされ、スロベニアの休日となっている。同国が2007年にユーロを導入するまで流通していた1,000トラール紙幣には彼の肖像が描かれていた。現在では2ユーロ札に彼の肖像が描かれている。リュブリャナのプレシェーレン広場には、彼とその文学的ミューズであったユリヤの銅像が建っている。
なお、プレシェーレンの名はスロベニアがオーストリアの統治下にあった古い文書においては、しばしば「Franz Prescheren」とドイツ語で表記された。